# 威爾比 (密蘇里州)
威爾比（英語：Wilby）是位於美國密蘇里州巴特勒縣的非建制地區。

## 地理
威爾比所處的海拔為高於海平面110米（即361英呎），而該地所採用的時區為UTC-6，即北美中部時區（CST）。同時該地設有夏令時間，為UTC-6調快一小時，即UTC-5（CDT）。